# Storeyandra
Storeyandra is een kevergeslacht uit de familie van de boktorren (Cerambycidae). De wetenschappelijke naam van het geslacht werd voor het eerst geldig gepubliceerd in 2010 door Santos-Silva, Heffern & Matsuda.

## Soorten
Storeyandra is monotypisch en omvat slechts de volgende soort:
- Storeyandra frenchi (Blackburn, 1895)